# One Island East
One Island East (кит.: 港島東中心) — хмарочос в Гонконгу.
Висота 70-поверхового будинку становить 377 метрів, з урахуванням антени 308 метрів. Будівництво було розпочато в 2006 і завершено в 2008 році.
На 37 та 38 поверхах розташована обсерваторія.